# 2004–2005-ös magyar női kézilabda-bajnokság (első osztály)
A 2004–2005-ös magyar női kézilabda-bajnokság az ötvennegyedik női kézilabda-bajnokság volt. A bajnokságban tizenkét csapat indult el, a csapatok két kört játszottak. Az Esztergomi KSE visszalépett. Az alapszakasz után az 1-4., az 5-8. és a 9-11. helyezettek az alapszakaszban szerzett bónuszpontok figyelembevételével egymás közt még két kört játszottak a végső helyezésekért.
A Dunaferr SE új neve Dunaferr NK lett.

## Alapszakasz
| #   | Csapat                     | M  | Gy | D | V  | G+  | G-  | P  |
| --- | -------------------------- | -- | -- | - | -- | --- | --- | -- |
| 1.  | Győri Graboplast ETO KC    | 20 | 17 | 1 | 2  | 629 | 475 | 35 |
| 2.  | Dunaferr NK                | 20 | 16 | 2 | 2  | 656 | 470 | 34 |
| 3.  | Ferencvárosi TC            | 20 | 14 | 0 | 6  | 649 | 525 | 28 |
| 4.  | Cornexi-Alcoa SC           | 20 | 13 | 1 | 6  | 614 | 554 | 27 |
| 5.  | Debreceni VSC              | 20 | 12 | 1 | 7  | 537 | 515 | 25 |
| 6.  | Liss-Hódmezővásárhelyi NKC | 20 | 9  | 0 | 11 | 493 | 507 | 18 |
| 7.  | Váci NKC                   | 20 | 7  | 0 | 13 | 579 | 590 | 14 |
| 8.  | Bp. Kőbányai Spartacus     | 20 | 6  | 1 | 13 | 509 | 628 | 13 |
| 9.  | Kiskunhalasi NKSE          | 20 | 5  | 2 | 13 | 477 | 572 | 12 |
| 10. | Uniqa-Vasas SC             | 20 | 4  | 0 | 16 | 536 | 656 | 8  |
| 11. | Pikker-PTE-Pécsi EAC       | 20 | 3  | 0 | 17 | 510 | 695 | 6  |

* M: Mérkőzés Gy: Győzelem D: Döntetlen V: Vereség G+: Dobott gól G-: Kapott gól P: Pont

## Rájátszás

### 1–4. helyért
| #  | Csapat                  | M | Gy | D | V | G+  | G-  | P  | BP |
| -- | ----------------------- | - | -- | - | - | --- | --- | -- | -- |
| 1. | Győri Graboplast ETO KC | 6 | 5  | 0 | 1 | 170 | 137 | 14 | 4  |
| 2. | Dunaferr NK             | 6 | 5  | 0 | 1 | 160 | 146 | 13 | 3  |
| 3. | Ferencvárosi TC         | 6 | 2  | 0 | 4 | 173 | 164 | 6  | 2  |
| 4. | Cornexi-Alcoa SC        | 6 | 0  | 0 | 6 | 149 | 205 | 1  | 1  |

### 5–8. helyért
| #  | Csapat                     | M | Gy | D | V | G+  | G-  | P  | BP |
| -- | -------------------------- | - | -- | - | - | --- | --- | -- | -- |
| 5. | Debreceni VSC              | 6 | 5  | 1 | 0 | 171 | 153 | 15 | 4  |
| 6. | Váci NKC                   | 6 | 3  | 1 | 2 | 182 | 166 | 9  | 2  |
| 7. | Liss-Hódmezővásárhelyi NKC | 6 | 2  | 0 | 4 | 156 | 172 | 7  | 3  |
| 8. | Bp. Kőbányai Spartacus     | 6 | 1  | 0 | 5 | 173 | 191 | 3  | 1  |

### 9–11. helyért
| #   | Csapat               | M | Gy | D | V | G+  | G-  | P  | BP |
| --- | -------------------- | - | -- | - | - | --- | --- | -- | -- |
| 9.  | Kiskunhalasi NKSE    | 4 | 3  | 0 | 1 | 112 | 93  | 10 | 4  |
| 10. | Uniqa-Vasas SC       | 4 | 3  | 0 | 1 | 120 | 111 | 9  | 3  |
| 11. | Pikker-PTE-Pécsi EAC | 4 | 0  | 0 | 4 | 104 | 132 | 2  | 2  |

* M: Mérkőzés Gy: Győzelem D: Döntetlen V: Vereség G+: Dobott gól G-: Kapott gól P: Pont BP: Bónusz pont